# Jay Warren
Jay Warren (ur. 29 lipca 1956), polityk Pitcairn, burmistrz wysp od 15 grudnia 2004 do 9 grudnia 2007. Objął urząd po Brendzie Christian, siostrze Steve’a Christiana, który został pozbawiony urzędu burmistrza w związku z oskarżeniami o gwałty na nieletnich na wyspie. (Pitcairn liczy 49 mieszkańców)

## Życiorys
Warren już wcześniej odgrywał istotną rolę w życiu politycznym wysp i był bardzo wpływową postacią. W 1982 został członkiem rady wyspy. W 1985 został przewodniczącym Komitetu Wewnętrznego. 1 stycznia 1991 został Magistrate na Pitcairn (ówczesna nazwa obecnego urzędu burmistrza) i urząd sprawował do 31 grudnia 1999, kiedy zastąpił go Steve Christian.
24 października 2004 Warren został oskarżony w procesie o gwałty na nieletnich, lecz był jedynym z siedmiu mężczyzn, którego nie uznano winnym przestępstwa. Dzięki temu mógł 15 grudnia 2004 objąć stanowisko burmistrza Pitcairn, które jest równoznaczne z funkcją szefa rządu. Burmistrz wybierany jest w powszechnym głosowaniu na okres trzech lat.
Jego siostra, Meralda Warren wchodzi w skład Rady Wyspy. 9 grudnia 2007 został zastąpiony na stanowisku przez Mike’a Warrena.